# Великодушный пожизненный диктатор
«Великодушный пожизненный диктатор» (англ. Benevolent Dictator For Life, сокр. BDFL) — в контексте разработки свободного ПО полуюмористический термин, обозначающий главу или основателя проекта, который сохраняет за собой право принимать окончательные решения. Впервые термин использовался по отношению к Гвидо ван Россуму, создателю языка Python.
В своем эссе «Заселяя ноосферу» Эрик Рэймонд, в частности, обсуждает феномен «великодушной диктатуры» в сообществе свободного ПО. Согласно Рэймонду, «диктатор» свободного проекта обязан быть великодушным, поскольку, если набирается достаточно разработчиков, не согласных с решениями «диктатора», они в любой момент могут уйти из проекта или создать форк.

## Примеры «великодушных пожизненных диктаторов»
- Адриан Головатый[англ.] и Джекоб Каплан-Мосс — Django[3][4]
- Гвидо ван Россум — Python[1][2]
- Джимми Уэйлс — Wikipedia[5]
- Дрис Бёйтарт — Drupal[6][7]
- Ларри Уолл — Perl[8].
- Линус Торвальдс — ядро Linux, в интервью согласился с тем, что он великодушный диктатор проекта, но при этом не упомянул слово «пожизненный»[9].
- Марк Шаттлворт — Ubuntu Linux[10]
- Патрик Фолькердинг — Slackware[11]
- Расмус Лердорф — PHP[12]
- Тэо де Раадт — OpenBSD
- Андерс Хейлсберг — C#, Delphi, Turbo Pascal
- Уолтер Брайт — D
- Тон Розенталь — Blender[13]